# 和剤局方
『和剤局方』（わざいきょくほう、拼音: Héjì Júfāng）は、大観年間（1107年 - 1110年）に国家機関の関与のもと中国にて発行された医薬品の処方集の名称。
その後の増補版である紹興21年（1151年）発行の『太平恵民和剤局方』（たいへいけいみんわざいきょくほう、拼音: Tàipíng Huìmín Héjì Júfāng）を指す場合もある。

## 概要
『和剤局方』は、北宋代、大観年間に初版が編纂された全5巻、297処方を収めた医薬品の処方集であり、当時の国定薬局方でもある。その後増補が繰り返され、紹興21年（1151年）に改名して『太平恵民和剤局方』が全10巻、788処方として発行されているが、日本において“和剤局方”という場合、『太平恵民和剤局方』を指す場合がある。これは、享保17年（1732年）、当時の“和剤局方”である『太平恵民和剤局方』をもとに、江戸幕府が今大路親顕らに校刻させたものを官本として刊行したためである。

## 歴史

### 初版
北宋の大観年間（1107年 - 1110年）に政府が裴宋元や陳師文らに命じて、首都の開封にある官営の薬局用の製剤規範として初版の『和剤局方』を編纂させたとされている。初版の書物は全5巻、297の処方が収められた。なお、初版成立の年代としては、崇寧年間（1102年 - 1106年）とする説もある。その後、何度も改訂が重ねられるたびに処方も増補され逐次内容が豊富になっていった。

### 太平恵民局
首都開封の太医院には、薬局の機能として、処方を製剤する「修合薬所」と販売する「売薬所」が設けられていた。「修合薬所」は、初版の『和剤局方』が発行される前の崇寧2年（1103年）には「和剤局」と改称されていた。更に紹興年間には、「売薬所」が「太平恵民局」と改称された。この紹興年間に“和剤局方”も改名され『太平恵民和剤局方』として発行された。『太平恵民和剤局方』は全10巻、用薬指南3巻が附属され、788処方を収載して、処方ごとの主治とする症と原料生薬の調整法や配合分量を含む薬物調整法について詳しく説明されており、方剤の統一を目的としている。
その後も宝慶年間（1225年 - 1227年）、淳祐年間（1241年 - 1252年）に増補され発行されている。